# Baron Londesborough
Baron Londesborough, of Londesborough in the East Riding of the County of York, ist ein erblicher britischer Adelstitel in der Peerage of the United Kingdom. 

## Verleihung
Der Titel wurde am 4. März 1850 dem Diplomaten und Politiker Sir Albert Denison verliehen. Er war der drittgeborene Sohn des Henry Conyngham, 1. Marquess Conyngham, und hatte 1849 als Erbe seines Onkels mütterlicherseits dessen Familiennamen Denison angenommen.
Sein Sohn, der 2. Baron, wurde am 1. Juli 1887 in der Peerage of the United Kingdom zum Earl of Londesborough und Viscount Raincliffe, of Raincliffe in the North Riding of the County of York, erhoben. Diese Titel erloschen beim Tod seines Enkels, des 4. Earls, am 17. April 1937, die Baronie fiel an dessen Onkel zweiten Grades als 6. Baron. heutiger Titelinhaber ist seit 1968 dessen Neffe Richard Denison als 9. Baron.

## Liste der Barone Londesborough (1850)
- Albert Denison, 1. Baron Londesborough (1805–1860)
- William Denison, 1. Earl of Londesborough, 2. Baron Londesborough (1834–1900)
- William Denison, 2. Earl of Londesborough, 3. Baron Londesborough (1864–1917)
- George Denison, 3. Earl of Londesborough, 4. Baron Londesborough (1892–1920)
- Hugo Denison, 4. Earl of Londesborough, 5. Baron Londesborough (1894–1937)
- Ernest Denison, 6. Baron Londesborough (1876–1963)
- Conyngham Denison, 7. Baron Londesborough (1885–1967)
- John Denison, 8. Baron Londesborough (1901–1968)
- Richard Denison, 9. Baron Londesborough (* 1959)

Titelerbe (Heir apparent) ist ein Sohn des aktuellen Titelinhabers, Hon. James Denison (* 1990).